# De Sangre
De Sangre — российская альтернативная группа. Была образована в 2003 году в Санкт-Петербурге.

## История
Коллектив был образован в 2003 году архангельскими музыкантами, переехавшими в Санкт-Петербург. Первоначально группа называлась La temperatura de la sangre bajo del cero (в переводе с испанского: «Температура крови ниже нуля»), сокращённо «-t de sangre» (или «-t° de sangre»). Первый неофициальный макси-сингл «1..» (2004) представлял собой смесь англоязычного альтернативного метала и грув-метала с вкраплениями бразильских народных мотивов. В дальнейшем группа отказалась от англоязычных текстов и стала исполнять песни на родном языке.
В 2005 году на лейбле Капкан Records вышел первый официальный сингл группы «TV-включи», в поддержку которого группа выступила на ежегодном фестивале «Капкан Fest», а также на фестивале «Alternative Fashion». На песню «TV-включи» был снят видеоклип.
25 мая 2006 года группа выпустила первый полноценный альбом «Атмосфера. Город» (Стереозвук Rec.). На песню «Balancar», написанную совместно с проектом Oficina da Capoeira Russia, был снят второй официальный видеоклип группы.
В 2007 году коллектив был замечен продюсерами поп-индустрии и принял участие в съемках клипа Алёны Высотской на песню «Снегу Рада» (в ротации MTV Россия и Муз-ТВ).
В это же время клипы «TV-включи» и «Balancar» попали в ротацию альтернативного телеканала A-One.
8 мая 2007 года группа получила награду «Открытие Года» в ежегодной премии журнала «Петербургский Музыкант».
14 февраля 2008 года вышел второй альбом группы «День, Когда Мир Станет Другим». Работа велась на студиях «ДДТ» и «Контакт», продюсировалась Ю.Смирновым и О.Горминой (Кирпичи, Animal ДжаZ). Выпускающим лейблом вновь стал Капкан Records. Презентация альбома состоялась в клубе «ПОРТ», в рамках презентации саундтрека к роману ЭмоБой, на который попала композиция «Мгновения Осени», выбранная слушателями, как одна из лучших на альбоме. Альбом получил положительный отклик на страницах журнала FUZZ:

FUZZ: …Продолжая гнуть свою линию и во втором альбоме, -T DE SANGRE, при тяжести звучания, приятно удивляют мелодичностью, где на её защиту становятся клавишные против шумных гитар…
…Вся работа выполнена грамотно — качественное оформление с анатомически верным изображением сердца плюс хорошая работа над звуком.— Когда "альтернатива" станет другой Журнал FUZZ №3 2008
В поддержку релиза были проведены несколько концертных туров по России.
В 2009 году из-за творческих разногласий группу покинули основной вокалист и один из гитаристов.
В обновлённом составе De Sangre выпустили сингл «Новая Кровь» (2010), который распространялся исключительно в сети Интернет. Одноимённый клип был представлен на портале журнала FUZZ, а сам сингл — на конкурсе, проводимом этим изданием, а также в эфире Радио Рок Онлайн
22 апреля 2013 года вышел третий альбом группы «В Этом Мире», на одну из песен с которого был снят видеоклип «Осколки прошлого».
Через некоторое время деятельность группы была приостановлена.
Последний концерт De Sangre состоялся 13 ноября 2015 года в Санкт-Петербурге (клуб "Zoccolo 2.0").

## Состав

### На момент завершения деятельности
- Алексей Попов aka Вождь Мщов — барабаны
- Антон Кравченко — бас-гитара
- Илья Голубев aka Mista Pooh — гитара
- Тимофей Васильев — вокал

### Бывшие участники
- Алексей Баженов aka josef kshetunsky — тур-менеджер, директор (с 2008 по 2011)
- Олег Ли — бас (с 2003 по 2007)
- Александр Паутов aka Марфоз  — вокал (с 2005 по 2009)
- Павел Дуров aka Zmey — гитара (с 2004 по 2009)
- Алексей Крюков — вокал (с 2009 по 2013)
- Игорь Паутов — бас (с 2007 по 2009)
- Александр Курленков — гитара (с 2012 по 2013)
- Сергей Горелов — гитара (с 2012 по 2015)

## Дискография
Синглы:
- 2004 — 1..
- 2005 — TV-включи
- 2010 — Новая кровь
- 2014 — Морфий
- 2015 — Неспящие
- 2018 — Морфий / Неспящие (переиздание 2018)

Альбомы:
- 2006 — Атмосфера. Город
- 2008 — День, когда мир станет другим
- 2013 — В этом мире

## Клипы
- 2005 — TV-включи
- 2006 — Balancar
- 2007 — Быть где-то рядом
- 2010 — На краю
- 2012 — Осколки прошлого
- 2013 — Отпусти меня
- 2013 — Элегия
- 2018 — Неспящие